# Pragmatico reale sul matrimonio
Il pragmatico reale sul matrimonio (spagnolo: Real Pragmática) era un tipo di legislazione introdotta dalla corona spagnola nelle sue colonie americane, per poter controllare l'istituto del matrimonio.

## Descrizione
I figli dovevano chiedere ai genitori il permesso di sposarsi, e in caso di disobbedienza venivano diseredati. Il primo pragmatico reale fu emanato il 23 marzo 1776.
L'idea alla base di questa legislazione era che una famiglia poteva opporsi se pensava che la futura sposa del figlio fosse "inferiore", per razza, ricchezza o reputazione. Jeffrey M. Shumway, nel suo The Case of the Ugly Suitor and Other Histories of Love, Gender, and Nation in Buenos Aires, 1776-1870, esamina il contesto legale di questo concetto nel corso della storia argentina.